# Praia da Lagoa de Albufeira

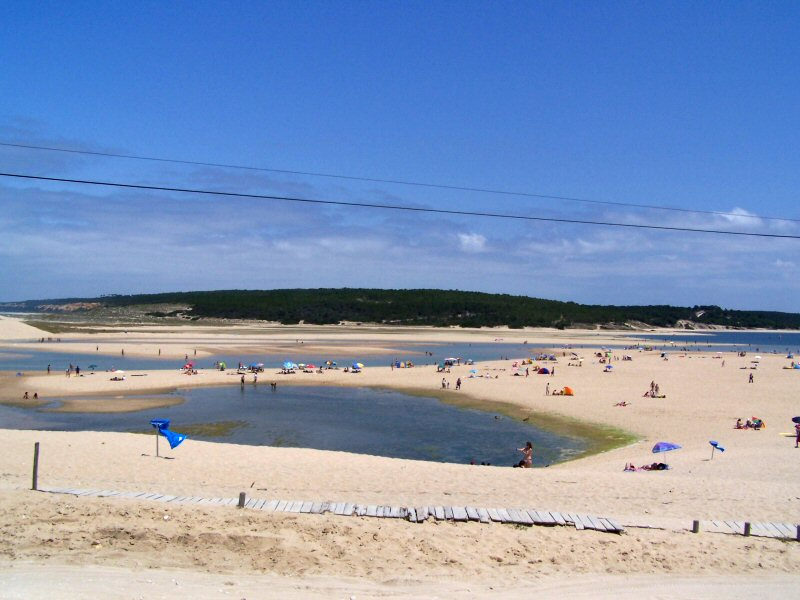
Lagoa de Albufeira - Várias lagoas junto à foz que dá acesso ao mar

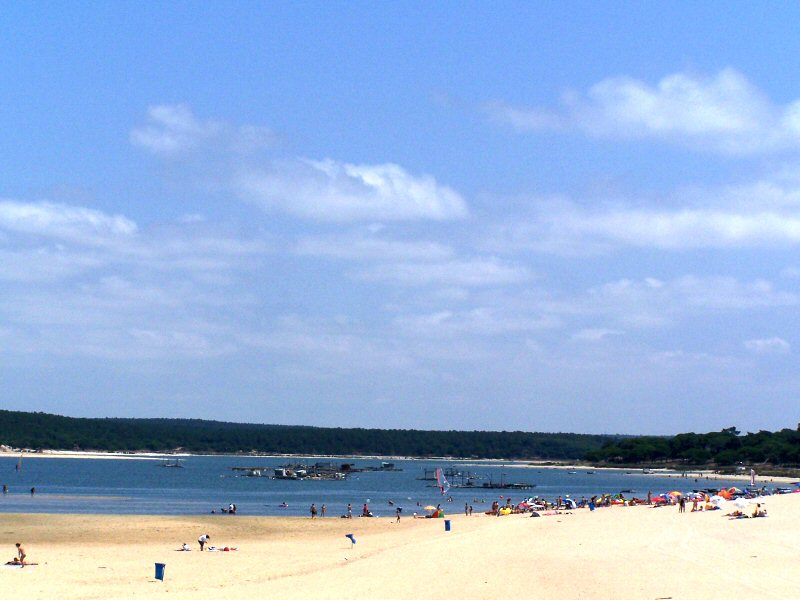
Lagoa de Albufeira - Lagoa principal, onde se pode apanhar amêijoa.

A Praia da Lagoa de Albufeira localiza-se no concelho de Sesimbra, na freguesia de Castelo (Sesimbra).
A Lagoa é alimentada pela água salgada do mar, quando o cordão dunar é aberto oficialmente na primavera. É constituida por três lagoas: a Grande, a pequena e a da Estacada. Ao atingir os 15 metros de profundidade máxima, a Lagoa de Albufeira é considerada a mais funda de Portugal e também constitui um perigo para a sanidade dos banhistas, uma vez que é uma das lagoas com fundões que atingem mais de quinze metros de profundidade e com correntes bastantes fortes na altura do Inverno.
Integra, desde 1987, a Reserva Ecológica Nacional, sendo uma zona de protecção especial de aves. Tem excelentes condições para a prática de vela, windsurf, kitesurf e canoagem. A praia é muito procurada para a prática de surf e bodyboard.

## Fauna
Os patos, são algumas das cerca de quarenta espécies de aves aquáticas que utilizam a lagoa, sazonalmente ou o ano todo.
- Pato-real - residente comum
- Marrequinha - invernante comum
- Pato-trombeteiro - invernante pouco comum
- Frisada - invernante raro
- Zarro - invernante raro

Outras aves aquáticas da lagoa
- Garça-branca-pequena- residente comum
- Garça-real - residente comum
- Galeirão - residente comum
- Mergulhão-pequeno - residente comum
- Galinha-d'água - residente comum
- Frango-d'água - residente comum
- Gaivota-de-patas-amarelas - residente comum
- Gaivota-d'asa-escura - residente comum
- Corvo-marinho - residente comum
- Garça-pequena ou Garçote - estival pouco comum
- Garça-vermelha - estival pouco comum
- Cegonha-branca - residente pouco comum
- Borrelho-de-coleira-interrompida - residente pouco comum
- Caimão - residente raro